# Izabela Dąbrowska
Izabela Dąbrowska (ur. 22 sierpnia 1966 w Białymstoku) – polska aktorka teatralna, filmowa i dubbingowa, nagrodzona wyróżnieniem aktorskim na Kaliskich Spotkaniach Teatralnych (2011); artystka kabaretowa.

## Życiorys
Urodziła się w Białymstoku, a do trzeciego roku życia wychowywała się w Kołodnie, skąd pochodziła jej rodzina i gdzie mieszkali jej dziadkowie. Ukończyła V Liceum Ogólnokształcące im. Jana III Sobieskiego w Białymstoku, następnie studia na Wydziale Lalkarskim w Białymstoku Akademii Teatralnej im. Aleksandra Zelwerowicza w Warszawie.
Zadebiutowała rolą Ziarenka w Turlajgroszku Piotra Tomaszuka i Tadeusza Słobodzianka w gdańskim Teatrze Lalki i Aktora Miniatura (oraz w Teatrze TV).
Występowała w teatrach: Lalka w Warszawie (1989–1990), Teatrze Lalki i Aktora Miniatura w Gdańsku (1990–1991), Dramatycznym w Warszawie (1995), Na Woli w Warszawie (1999). Od roku 2005 współpracuje z warszawskim Laboratorium Dramatu i Teatrem Montownia.
Izabela Dąbrowska zdobyła m.in. wyróżnienie aktorskie na 51. Kaliskich Spotkaniach Teatralnych (2011) za rolę Zochy w inscenizacji dramatu Nasza klasa (2009) Tadeusza Słobodzianka w reżyserii Ondreja Spišáka w Teatrze na Woli im. Tadeusza Łomnickiego w Warszawie (2010).
Jest członkiem Kabaretu na Koniec Świata. W miniserialu komediowym Ucho Prezesa (2017–2019) grała rolę pani Basi, sekretarki prezesa.

## Filmografia
- 2024: Matki pingwinów jako prezeska „Caroline”
- 2023: Krew jako Małgorzata Sobczak, matka Patryka
- 2023: Matylda jako Alojzowa, matka Ady
- 2023: Sortownia jako pielęgniarka Beata Wesołowska
- 2023: Teściowie 2 jako urzędniczka USC
- 2022–2023: Sługa narodu jako dyrektorka liceum
- 2022: Brokat jako Bogusia
- 2021: W lesie dziś nie zaśnie nikt 2 jako prostytutka Janeczka
- 2021: Miłość do kwadratu jako nauczycielka
- 2020: W głębi lasu jako Bożena Perkowska, matka Artura
- 2020: W lesie dziś nie zaśnie nikt jako prostytutka Janeczka
- 2019: Czarny mercedes jako dozorczyni Wielgatowa
- 2019: Całe szczęście  jako pani Jadzia
- 2019: Mam na imię Sara jako Marina
- 2019: Władcy przygód. Stąd do Oblivio jako kucharka
- 2018: La La Poland – różne postacie
- 2018: 7 uczuć jako pani Dana, żona docenta
- 2017: Listy do M. 3 jako Urszula
- 2017–2019: Ucho Prezesa jako pani Basia, sekretarka
- 2016: Jestem mordercą jako Krystyna Górecka
- 2016: Powidoki jako urzędniczka ZPAP
- 2013: Bar u Danuśki jako Fredzia
- 2014: Bogowie jako matka młodego księdza
- 2013: Ida jako kelnerka w Szydłowie
- 2012: Żaklina jako nauczycielka
- 2010 Ojciec Mateusz jako gospodyni Szorskiego
- 2010: Kołysanka jako żona listonosza
- 2010: Milczenie jest złotem jako rejestratorka, uczestniczka spotkania AA
- 2010: Trzy minuty. 21:37 jako Magdalena, matka chłopaka
- 2010-2021: Blondynka jako Jasiunia Rostworowska-Fus, gospodyni a później żona doktora Fusa oraz jako Zofia Skiba, siostra bliźniaczka Jasiuni (od sezonu 8)
- 2010: Benek jako ekscentryczna kobieta sprzedająca Benkowi mieszkanie
- 2009 – Ojciec Mateusz jako Jadwiga Pope
- 2009: Galerianki jako matka Julii
- 2008: Nie kłam, kochanie jako sekretarka
- 2007: Wszystko będzie dobrze jako Zofia Kwiatkowska, matka Pawła
- 2006: Dylematu 5 jako Wojtaszkowa
- 2005: Boża podszewka II jako Wandzia Jurewicz, żona Bronisia
- 2005: Połykacze książek z cyklu „Magiczne drzewo” jako bibliotekarka
- 2004: Stacyjka jako Teresa Krupa, żona Henryka
- 2003: Biała sukienka jako Zocha Suszkowa
- 2003: Ubu Król jako córka Stanislasa
- 2003–2009: Plebania jako Katarzyna Machejkowa
- 2003: Show jako Beatka
- 2001: Garderoba damska jako garderobiana Lusia, siostrzenica Broni
- 2000: Twarze i maski jako suflerka
- 2000: Cud purymowy jako urzędniczka
- 1999: Wszystkie pieniądze świata jako Aldona Kraszewska
- 1997: Boża podszewka jako Wandzia Jurewicz, żona Bronisia

### Gościnnie
- 2024: Idź przodem, bracie jako pielęgniarka (odc. 3)
- 2021: Ojciec Mateusz jako Krystyna Borek, matka Jerzego (odc. 329)
- 2021: Komisarz Mama jako Natalia Lasota (odc. 3)
- 2017: W rytmie serca jako Ukrainka Oksana, pomoc domowa (odc. 2)
- 2015: Skazane jako przewodnicząca Komisji Kwalifikacyjnej Ośrodka Pomocy Społecznej (odc. 6)
- 2014: Ojciec Mateusz jako sprzątaczka Rozena (odc. 148)
- 2012: Ja to mam szczęście! jako profesor Popławska (odc. 52)
- 2012: Szpilki na Giewoncie jako Jola z Bemowa (odc. 50)
- 2011: Instynkt jako pani Kmita (odc. 6)
- 2011: Prosto w serce jako Teresa Markiewicz, pracownica domu dziecka
- od 2010-: Na Wspólnej jako Teresa Bednarczuk, nauczycielka
- 2010: Ojciec Mateusz jako gospodyni Szorskiego (odc. 35)
- 2008: Agentki jako znawczyni kawy
- 2007–2008: Glina jako Zofia Auguścikowa (odc. 16 i 17)
- 2007: Ja wam pokażę! jako kobieta na policji (odc. 9)
- 2007: Mamuśki jako sprzątaczka Sroków
- 2007: Królowie śródmieścia jako Wanda, koleżanka Marty (odc. 12)
- 2006: Magiczne drzewo jako bibliotekarka (odc. 7)
- 2006: Hela w opałach jako pani Szmit, kandydatka na nianię (odc. 5)
- 2005: Wiedźmy jako Gienia, żona Szymka
- 2005: Klinika samotnych serc jako salowa w szpitalu
- 2004: Sublokatorzy jako siostra Beata
- 2004–2006: Bulionerzy jako sąsiadka Zofia Jastrzębska
- 2004, 2007: Kryminalni jako Rudzikowa (odc. 10); Krystyna Lorek (odc. 75)
- 2003–2005: Czego się boją faceci, czyli seks w mniejszym mieście jako Franczeska
- 1999–2005: Lokatorzy
- 1999: Palce lizać jako Irena, sprzątaczka w Urzędzie Gminy, żona Rysia
- 1999–2006: Na dobre i na złe jako Rudzińska, matka Piotrusia
- 1998: 13 posterunek jako Iwonka (odc. 28)
- 1997–2006: Klan
  - Bufetowa w Barze Mlecznym „Uniwersytecki” (odc. 155)
  - Zagrosikowa, żona rannego kierowcy firmy „Migiem”
- 1997: Wojenna narzeczona jako polska chłopka

## Polski dubbing
- 2017: Fatalna czarownica – Panna Darkside (odc.6)
- 2016: Zwierzogród – Pani Wydralska
- 2015: Miraculum: Biedronka i Czarny Kot – pani Mendejelew
- 2014: Steven Universe – Cyrkonia
- 2013: Barbie i magiczne baletki – mama Giselle
- 2013: Jeździec znikąd – Pilar
- 2012: Dzwoneczek i sekret magicznych skrzydeł – Iridessa
- 2012: Frankenweenie – mama Boba
- 2012: Lorax – mama Once-lera
- 2012: Muppety – Janice
- 2011: Gnomeo i Julia – Pani Montecka
- 2011: Scooby Doo i Brygada Detektywów – mama Jasona Wyotta (odc. 10)
- 2011: Wiedźmin 2: Zabójcy królów – postacie poboczne
- 2011: Mr. Young – Pani Byrne
- 2011: Przyjaciele z Kieszonkowa
- 2011: Gormiti – mama Toby’ego i Nicka
- 2011: Liceum Avalon
- 2010: Zemsta futrzaków – dyrektorka Baker
- 2010: Safari 3D – Giselle
- 2010: Pokémon: Arceus i Klejnot Życia – Jessie
- 2010: Shrek Forever
- 2010: Stich!
- 2010: Fanboy i Chum Chum – Yo
- 2010: Szczypta magii jako Willow
- 2010: Rajdek – mała wyścigówka – Marta
- 2009: Koralina i tajemnicze drzwi jako mama Koraliny
- 2009: Góra Czarownic
- 2008: Camp Rock jako Gwary
- 2008: Garfield: Festyn humoru jako Zelda / Bonita
- 2008: Łowcy smoków
- 2008: WALL·E
- 2008: Opowieści z Narnii: Książę Kaspian
- 2008: Słoneczna Sonny jako pani Montecore (odc. 20)
- 2008: Małpy w kosmosie jako Techniczka
- 2008: Niezwykła piątka na tropie jako George Kirrin
- 2007: Lucky Luke na Dzikim Zachodzie jako Grubaska
- 2007: George prosto z drzewa jako:
  - Matka Natura (odc. 15a),
  - Karina (odc. 17b),
  - Anielska Marysia (odc. 18b),
  - Doktor Trąba (odc. 22a)
- 2007: Ben 10: Wyścig z czasem jako Sandra – mama Bena
- 2007: Ben 10: Tajemnica Omnitrixa jako Myaxx
- 2007: Złoty kompas
- 2007: Przygody Sary Jane
- 2007: Barbie i magia tęczy jako Topaza
- 2007: Ratatuj
- 2007: Pokémon: Wymiar walki jako Jessie
- 2006: Wpuszczony w kanał jako mama Tabithy / Amerykanka w kanale
- 2006: Świat małej księżniczki
- 2006: Wiewiórek jako Nosenpikiel
- 2006–2008: Team Galaxy – kosmiczne przygody galaktycznej drużyny
- 2006: Pokémon: Diament i Perła jako Jessie
- 2006: Wymiennicy jako agentka K
- 2006: Dżungla jako Żuk Gnojarek #1
- 2005–2008: Ben 10 jako matka Camille (odc. 43)
- 2005: Barbie i magia pegaza jako królowa
- 2005: Madagaskar
- 2005: Kurczak Mały
- 2004–2007: Danny Phantom jako Madeline „Maddie” Fenton
- 2004–2006: Liga Sprawiedliwych bez granic jako Enid Clinton
- 2004–2006: Brenda i pan Whiskers
- 2004: Iniemamocni
- 2004: Niezwykłe ranki Marcina Ranka
- 2004: Terminal
- 2004: Opowieści z Kręciołkowa
- 2004: Mickey: Bardziej bajkowe święta
- 2004: Shrek 2 jako jedna z wieśniaczek, która znalazła Shreka jako człowieka w stodole
- 2004: Żony ze Stepford
- 2004: Wygraj randkę
- 2004: Przygody Lisa Urwisa jako królowa
- 2004: Gwiezdne jaja: Część I – Zemsta świrów jako Croft Pax
- 2004: Świątynia pierwotnego zła[2]
- 2003: Robociki – Kropka
- 2003: Mali agenci 3D: Trójwymiarowy odjazd jako Ceska
- 2003: Zapłata
- 2003: Baśniowy świat 3 jako królowa
- 2003: Dobry piesek jako Isia
- 2003–2009: Niespodziankowe Poranki Marcina Ranka jako mama Marcina
- 2003: Dzieci pani Pająkowej ze Słonecznej Doliny
- 2003–2005: Młodzi Tytani jako Jinx (odc. 3)
- 2003–2005: Kaczor Dodgers
- 2003–2004: Megas XLR jako Darklos jako łowczyni nagród (odc. 11)
- 2002–2008: Kryptonim: Klan na drzewie jako:
  - Numer 86 (seria czwarta i piąta),
  - MegaMama,
  - Lydia Gilligan – babcia Numeru 2 i Tomusia,
  - Szefowa z Wąsami (W.Ą.S.),
  - Pani Thompson (K.L.A.U.N.I.),
  - Niecny Chuligan Z Drugiej Strony Placu #2 (dziewczyna) (A.N.G.L.I.A.),
  - Jedna z gangu Gumbojów (W.I.A.D.O.M.O.Ś.Ć.),
  - Numer Jedenaździesiąt (M.O.S.T.),
  - Kucharka (Z.B.R.O.D.N.I.A. (2)),
  - Walercia (B.U.D.A.),
  - Numer 202 (N.A.U.K.A.),
  - Henrietta von Marcepan (K.A.R.M.E.L.)
- 2002–2003: He-Man i władcy wszechświata
- 2002: Dzika rodzinka
- 2002: Mistrzowie kaijudo jako pani Kirifuda
- 2002: Księżniczka na ziarnku grochu jako Gidia
- 2002: Tristan i Izolda jako Brangjen
- 2002: Kopciuszek. Spełnione marzenia jako Anastazja
- 2001–2007: Mroczne przygody Billy’ego i Mandy jako Gladys
- 2001–2004: Bliźniaki Cramp jako pani Cramp (seria pierwsza i druga)
- 2001: Odjazdowe zoo – Naja
- 2001: Rodzina Rabatków
- 2001: Wróżkowie chrzestni jako Mama
- 2000–2003: X-Men: Ewolucja jako X23
- 2000–2002: Owca w Wielkim Mieście
- 1999–2004: Rocket Power jako Violet Stimpleton
- 1999–2000: Digimon jako Palmon (niektóre odcinki)
- 1999: Asterix i Obelix kontra Cezar jako Falbala
- 1998–2000: I pies, i wydra
- 1998: Książę Egiptu jako Sefora
- 1998: Król lew II: Czas Simby jako dorosła Kiara
- 1998: Olinek Okrąglinek jako Mama
- 1997: Ostatni rozdział jako Julia D’Espard
- 1997: Batman i Superman jako Harley
- 1997–2004: Johnny Bravo jako Wilma Flintstone (odc. 63b)
- 1996–1997: Kacza paczka
- 1995–1996: Maska
- 1994: Superświnka – Heather Hogwarsh
- 1994–1998: Spider-Man jako Angela
- 1992–1997: Kot Ik! jako:
  - Mama (oprócz odc. 11-12, 20),
  - Pani Galapagos,
  - Tara,
  - Kelnerka,
  - Andrea Heap – mama Ryana, Wade’a i Sandee,
  - Pani Major,
  - Julie
- 1992–1997: X-Men jako:
  - Lilandra,
  - Shard,
  - Moira MacTaggert (odc. 76),
  - Cerebro,
  - Darkstar,
  - Vertigo,
  - Aurora,
  - Bella,
  - Pani Marvel,
  - Carlie,
  - Spiral
- 1991: Przygody Syrenki
- 1988: Oliver i spółka
- 1987: Jetsonowie spotykają Flintstonów jako Jane Jetson
- 1984–1987: Łebski Harry
- 1964: Miś Yogi: Jak się macie – Misia znacie?
- 1962–1987: Jetsonowie jako Jane Jetson

## Nagrody
- 2007: wyróżnienie na XIII Ogólnopolskim Konkursie na Wystawienie Polskiej Sztuki Współczesnej – za rolę Fifi w „Kowalu Malambo” Tadeusza Słobodzianka w reżyserii Ondreja Spišáka w Laboratorium Dramatu[3].